# Sigrok
Sigrok est une suite logicielle libre multi-plateforme d'interface et d'analyse de signal électronique supportant une multitude de périphériques de mesure, dont les multimètres, les analyseurs logiques, thermomètres, etc. Ce logiciel permet l'enregistrement et le traitement assisté par ordinateur des signaux mesurés par les appareils.
- PulseView[1] est une interface graphique pour ce logiciel capable d'analyser et de décoder un grand nombre de signaux logiques et protocoles.